# Franz Peter König

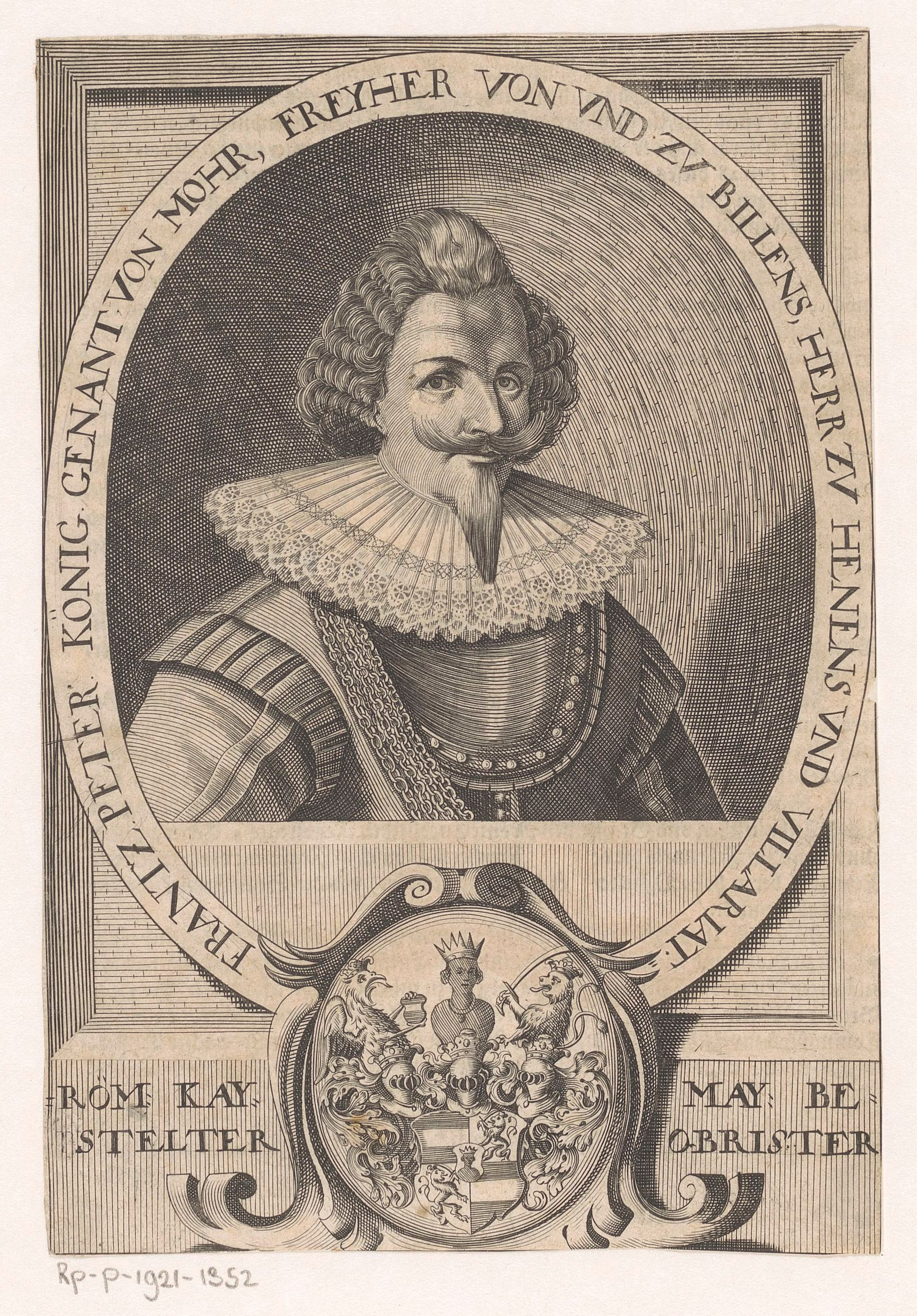
Frantz Peter König genannt von Mohr, vor 1650, Rijksmuseum, Amsterdam

Franz Peter König (französisch François-Pierre Kœnig; * 6. August 1594 in Freiburg i. Üe.; † 11. Dezember 1647 in Freiburg i. Üe.), genannt von Mohr, war ein bedeutender Freiburger Söldnerführer, Artilleriegeneral, Oberst eines Regiments Seiner Apostolischen Majestät, Gouverneur von Lindau, Freiherr von Billens und Schultheiss der Stadt und Republik Freiburg i. Üe.

## Leben
Franz Peter König wurde am 6. August 1594 als Sohn des Jean Rey, genannt de Moret, und der Anna Bendicht in Freiburg i. Üe. geboren. Die Mutter verstarb bald nach der Geburt. Anders als seine jüngeren Halbbrüder Albrecht Nikolaus und Anton, die beide das Jesuitenkollegium St. Michael in Freiburg besuchten, ist nicht belegt, wo Franz Peter seine Ausbildung erwarb. Er sprach von Hause aus Französisch, beherrschte aber auch Deutsch und Italienisch. Die lateinische Sprache erlernte er. König korrespondierte jahrelang mit seiner Geburtsstadt Freiburg auf Deutsch und mit seinem Befehlshaber und Patron, Graf Rambold XIII. von Collalto, auf Italienisch. Schon mit 14 oder 15 Jahren begab er sich in fremden Kriegsdienst. Anfang Oktober 1628 reiste König mit seinem Halbbruder Albrecht Nikolaus nach Freiburg, weil ihr Vater gestorben war. Ausserdem mussten sie ihren Status als Stadtbürger regeln. Sie erwarben den Ratzéhof (heute Museum für Kunst und Geschichte Freiburg), denn der Besitz eines Stadthauses galt als Voraussetzung für das Bürgerrecht.
Aufgrund einer Verwicklung in einen Mordfall wurde König im Januar 1634 von seinem Vorgesetzten und Widersacher, Oberst Wolf Rudolf von Ossa, festgehalten, des Hochverrats beschuldigt und später zum Tode verurteilt. Dank der Unterstützung der katholischen Orte der Schweiz, besonders der Stadt Luzern und seiner Freunde in Freiburg, konnte jedoch verhindert werden, dass das Todesurteil vollstreckt wurde. Er lebte anschließend in Regensburg bei der Witwe Freiherrin Margarethe von Eltz, wo er unter Hausarrest stand. Von hier flüchtete er 1635 in die Eidgenossenschaft und suchte sich einen neuen Kriegsherrn, was ihm zunächst aber nicht gelang.
Zurück in seiner Herkunftsregion investierte er in den Salzhandel und widmete sich seiner politischen Karriere. Wegen seines Einsatzes zugunsten der Freigrafschaft Burgund wurde König 1637 offiziell begnadigt und von Ferdinand III. 1640 zum Oberstfeldzeugmeister ernannt. Danach wohnte König wieder in Freiburg und vertrat die Stadt mehrmals an der eidgenössischen Tagsatzung in Baden. 1645 wurde er Schultheiss von Freiburg. 1646 reiste er in offizieller Mission via Paris nach Brüssel. In Paris erhielt er am Hof und bei Kardinal Mazarin Audienz. In Brüssel traf er den Gouverneur der Spanischen Niederlande Don Manuel de Moura Cortereal, um die Freiburger Pachtverträge für die Salzminen in Salins in der Freigrafschaft Burgund zu erneuern. Wieder zurück in Freiburg, verstärkte er 1647 seine Kontakte nach Frankreich. Er erwarb vom Freiburger Obersten Nikolaus von Praroman eine französische Kompagnie. Am 11. Dezember 1647 starb König überraschend in seinem Haus, dem Ratzehof in Freiburg. Er wurde in der Kathedrale St. Nikolaus begraben.

## Familie

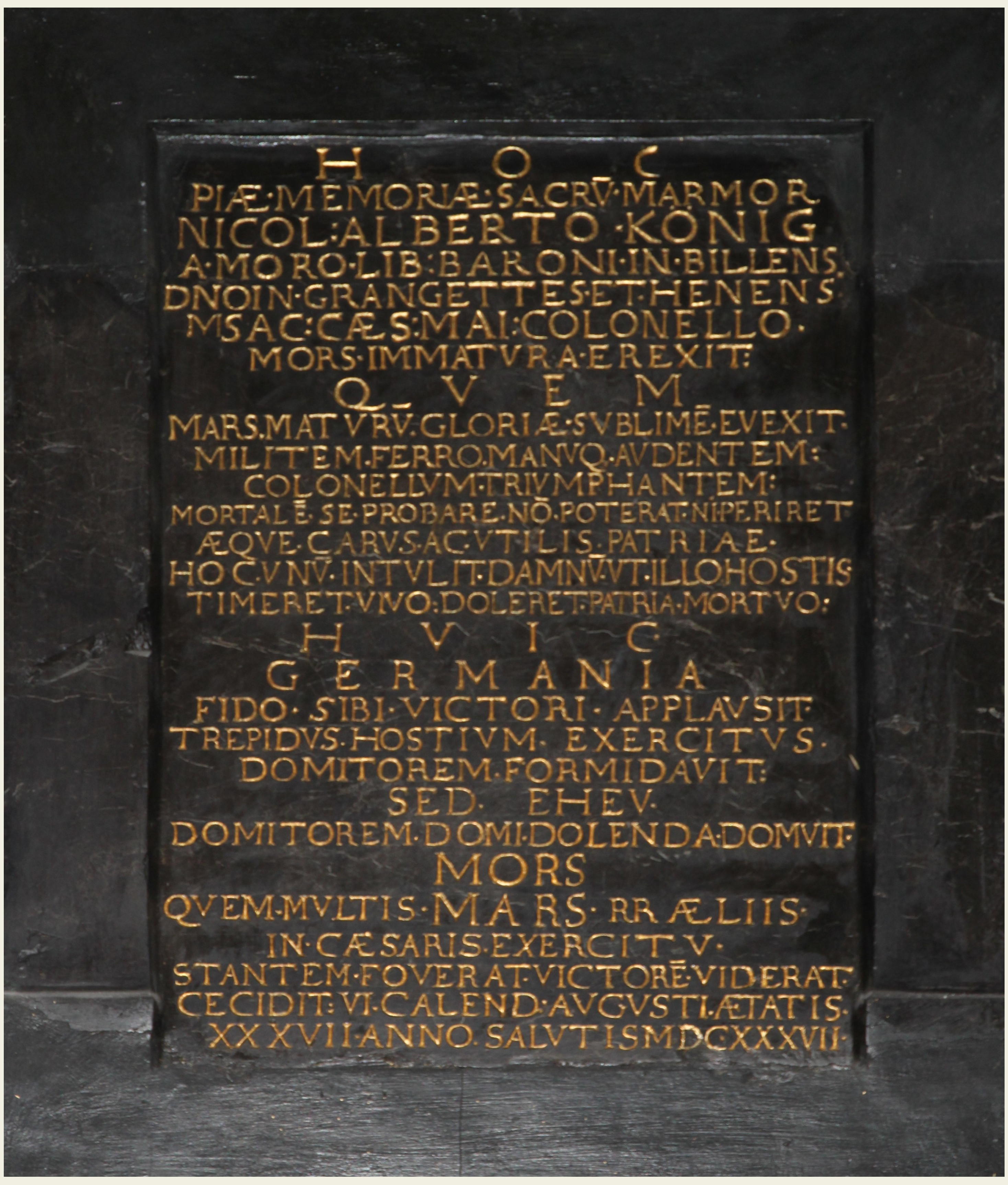
Epitaph für den Halbbruder Albrecht Nikolaus König († 1637) in der Franziskanerkirche in Freiburg i. Üe.

Franz Peter König stammt weder aus einer besonders vornehmen, noch aus einer reichen Familie. Sein Vater und sein Onkel Pierre wuchsen in Ménières im Kanton Freiburg auf. Sein Vater siedelte in die Hauptstadt Freiburg über, wo er als Notar tätig war. Der Onkel wirkte als katholischer Pfarrer teils in Solothurn und Umgebung, teils im elsässischen Altkirch und im freiburgischen Ménières. Beide deutschten ihre Namen ein: statt Pierre und Jean Rey dit de Moret nannten sie sich in ihrer von der deutschen Sprache geprägten Umgebung Peter und Hans König genannt von Mohr. Entgegen früheren Annahmen hängt dieser klingende Beiname nicht mit Expeditionen ins ferne Morea (Peloponnes) zusammen, obwohl der Kopf eines Mohren im Wappen der Königs fremdländische Abenteuer nahelegen und ein ähnlicher Mohr sich auch im Wappen der Moret findet. 1591 wird Johannes, Hans Königs ältester Sohn, geboren. Nachdem seine erste Gattin bald nach der Geburt von Franz Peter gestorben war, heiratete Hans König die Tochter des Apothekers Albrecht Lapis, genannt de Lapière. Nachdem er ein weiteres Mal Witwer geworden war, vermählte er sich in dritter Ehe mit Claudia Richard. Diese schenkt ihm drei Kinder: Albrecht Nikolaus, Anton und Elisabeth. Albrecht Nikolaus wird Anfang des Jahres 1600 getauft, Anton kam eineinhalb Jahre später zur Welt.
Um 1615 heiratete Franz Peter die wohlhabende Witwe Marie Chassot, die zuvor mit dem Landvogt und Venner Peter Wild verheiratet war. Wahrscheinlich brachte sie eine Tochter namens Anna mit in die Ehe. 1616 gebar sie die gemeinsame Tochter Ursule Colombe König. Marie Chassot sorgte während der monatelangen Abwesenheit ihres Gatten für die Kinder und Geschäfte in Freiburg. Sie starb vermutlich 1638 oder 1639. Darauf vermählte sich Franz Peter 1640 mit Anna Maria de Boccard (?–1695). Diese brachte einen Knaben namens Franz Peter und einige Monate nach dem Tod des Vaters ein Mädchen namens Maria Katharina (Francisca) zur Welt. Königs jüngster Sohn, Franz Peter der Jüngere, trat als Pater Leopold in den Kapuzinerorden ein. Von ihm ist ein Portrait (Öl auf Leinwand) von 1708 im Museum für Kunst und Geschichte Freiburg erhalten. Es zeigt Pater Leopold König als bärtigen Kapuziner barfuss in Sandalen, in der Hand ein Kruzifix, hinter ihm ein Buch und ein Totenschädel und zu den Füssen das Familienwappen. Seine ältere Halbschwester Ursule Colombe wählte 1633 den Schleier. Sie trat ins Dominikanerinnenkloster von Estavayer-le-Lac ein. Auch von ihr ist ein lebensgrosses Porträt von 1633 (Öl auf Leinwand) im Museum für Kunst und Geschichte Freiburg erhalten. Es stellt die junge Nonne in der Ordenstracht der Dominikanerinnen dar. In der rechten Hand hält sie einen Rosenkranz, die Linke stützt sich auf einen Totenschädel, der neben einem Buch auf einer Truhe steht. Anna, Königs Stieftochter aus der ersten Ehe mit Marie Chassot, heiratete Daniel Daguet, den König als seinen Schwiegersohn oder «Tochtermann» bezeichnete und der Königs Geschäfte führte. Königs jüngste Tochter Maria Katharina (Francisca), die 1648 erst nach dem Tod ihres Vaters zur Welt kam, vermählte sich mit Beat Simon Ludwig Buman.
Franz Peter König hinterliess auch noch weitere Nachkommen, darunter wohl auch uneheliche Kinder. In der Korrespondenz mit Kardinal Mazarin ist von einem Sohn Königs die Rede, der in den 1620er Jahren geboren sein muss. Wie er hiess und ob Marie Chassot dessen Mutter ist, bleibt fraglich. Königs Testament legt den Schluss nahe, dass er der Vater eines Kindes der Freiherrin von Eltz ist, bei der er 1635 wohnte, als er in Regensburg unter Hausarrest stand. Außerdem bedenkt er in seinem Testament grosszügig ein Fräulein Anna Magdalena («Magdle») von Roth. Nach der ihr zugedachten Summe musste sie eine beachtliche Rolle in Königs Leben gespielt haben. Möglicherweise handelt es sich um die Frau, mit der er in Lindau zusammenlebte. Kinder aus dieser Verbindung sind zwar nicht belegt, werfen aber ein Licht auf Königs Hang zu Liebeleien. König ist der Vater einer kleinen Anna Maria, die 1637 in Grangettes getauft wurde und wohl Tochter einer Dienstbotin ist.

## Militärische Karriere
Eine Besonderheit der Schweizer Söldner bestand darin, dass sie in der Regel nicht einzeln angeworben wurden, sondern als geschlossene Verbände in Feldzüge geschickt wurden. Hauptanwerber waren vor allem französische Könige. Als geschlossene Kontingente in fremden Diensten verblieben sie staatsrechtlich wie auch in der Rechtsprechung unter der Gewalt ihrer Heimatkantone. Verwaltung und Versorgung lagen in den Händen einer durchorganisierten Führungshierarchie. Daraus erwuchs den einzelnen Söldnern eine ethische Bindung an das Ganze, was die Schweizer Regimenter, solange sie bezahlt wurden, zu schlagkräftigen und loyalen Truppen machte.
Wie damals viele andere Schweizer entschloss sich Franz Peter König schon in jungen Jahren für eine Karriere in fremden Diensten. Im Gegensatz zur Mehrheit seiner Freiburger Landsleute wandte er sich aber nicht nach Frankreich. Er wollte wohl nicht unter französischer Fahne die Rangordnung des Freiburger Patriziats vorfinden und Vorgesetzten gehorchen, die zwar seine Landsleute waren, aber aus mächtigeren Familien stammten als er.
1617 befand sich Franz Peter König im Dienst der Stadt Venedig. Die Stadt Freiburg beorderte ihn jedoch zurück, denn Venedig war ein Feind des Hauses Habsburg, mit dem sich Freiburg durch eine Erbeinung verbündet hatte. Danach begab er sich nach Mailand und wohnte bald wieder in Freiburg. 1622 oder 1623 zog er nach Wien. Auch seine beiden Halbbrüder Albrecht Nikolaus und Anton König folgten seinem Beispiel ins kaiserliche Heer. Anton, 1601 geboren, starb als junger Mann um das Jahr 1629. In Wien diente Franz Peter fortan als kaiserlicher Offizier unter Graf Rambald XIII. Collalto. Mit grosser Wahrscheinlichkeit beteiligte sich König an der Schlacht am Weißen Berg bei Prag, bei dem die Habsburger den Protestanten eine empfindliche Niederlage beibrachten.
Ab 1623 beförderte Graf Collalto Königs Laufbahn im kaiserlichen Heer vom Hauptmann zum Oberstleutnant. Ab 1628 folgte eine Beförderung zum Feldmarschallsadjutant und kaiserlichen Kriegskommissar.
1625 wurde König in Wien in einen langwierigen Ehrverletzungsprozess verwickelt, der im Juli 1627 zu seinen Gunsten endete; etwa zwei Monate später ließ der Kaiser das Urteil in einer gedruckten Urkunde publizieren und unter Trommelschlag öffentlich verkünden. Ein Druck befindet sich im Besitz des Museums für Kunst und Geschichte Freiburg.
Auf Befehl des Kaisers übergab König seine Aufgabe als Kriegskommissar und das Kommando über seine im Westerwald und Wetterau einquartierten Truppen an seinen Halbbruder Albrecht Nikolaus. Dafür übernahm er das Kommando über Truppen in Fulda, die für den Entsatz der belagerten Stadt ’s-Hertogenbosch bestimmt waren. König schlug mit diesen Truppen im Herzogtum Berg sein Lager auf. Auf einem Erkundungsritt mit etwa 30 Reitern geriet er Mitte Juni 1629 rund 5 Meilen vor Köln in einen holländischen Hinterhalt und wurde schwer verletzt.
Anschließend wurde König kaiserlicher Oberst und Gouverneur der Stadt Lindau im Bodensee. Damit erreichte er den Höhepunkt seiner militärischen Karriere. Aber er verlor seinen Förderer, der im Verlauf des Mantuanischen Erbfolgekriegs 1630 auf der Durchreise nach Lindau in Chur starb. König verteidigte Lindau gegen die Schweden und eroberte in einer wagemutigen Aktion die Stadt Kempten.
1631 wurde König und sein Bruder Albrecht Nikolaus von Kaiser Ferdinand II. in den Freiherrenstand erhoben. Die Urkunde (Pergament) mit dem prächtigen gemalten Wappen ist erhalten und befindet sich heute im Besitz des Museums für Kunst und Geschichte Freiburg.
Am 4. Januar 1634 ließ Kaiser Ferdinand II. aus Wien eine Instruktion an Franz Peter König in Lindau abgehen. Darin war festgehalten, wie er sich als offizieller kaiserlicher Gesandter und Ratsbote an der eidgenössischen Tagsatzung in Baden verhalten sollte. Aber die Rolle des offiziellen kaiserlichen Gesandten konnte Franz Peter König nicht mehr spielen, da die kaiserliche Sendung in Innsbruck gestoppt wurde. Der Gouverneur Franz Peter König wurde entmachtet und am 11. Januar 1634 in Lindau verhaftet. König wurde des versuchten Mordes an Oberst von Ossa angeklagt. Zudem habe er Kontributionsgelder in der Höhe von 800'000 Gulden unterschlagen und die Festung Lindau den Schweden oder Franzosen überlassen und als General der protestantischen Schweiz aller Orte am Bodensee dem Feind übergeben wollen. Auf Hochverrat stand die Todesstrafe. Die Freiburger und die sieben katholischen Orte setzten sich für einen fairen Gerichtsprozess ein. Der Vorwurf des Hochverrats war nicht lange haltbar; deutlich wurde, dass es sich um einen Streit zwischen Oberst Ossa und Franz Peter König handelte, bei dem erwiesenermassen drei Personen ums Leben kamen: Ossas Sekretär Freiherr von Schafgotsch, sein Diener Johann Kerr und ein gewisser Rittmeister Weiss. Anstatt auf den Freilassungsbefehl des Kaisers zu warten, stellte sich König dem Kriegsgericht, klagte Oberst Ossa an und wurde aufgrund von Zeugenaussagen, die mittels Urgicht (Folter zwecks Zeugenaussage) zustande kamen, verurteilt. Er soll den Mord an Oberst Ossa geplant und befohlen haben. Doch König hatte Glück: Aufgrund erneuter und kräftiger Intervention der katholischen Orte der Eidgenossenschaft wurde er begnadigt, stand aber weiterhin in Regensburg unter Hausarrest. Dort wohnte er bei einer Witwe, der Freifrau Margarethe von Eltz. König gelang im Oktober 1635 die Flucht in die Schweiz. In seinem Testament von 1637 vermachte Franz Peter König 4000 Ecus «aux enfants de madame la collonelle barone de Heltz». Wie es scheint, hatte König bei seiner Flucht die Witwe schwanger zurückgelassen. Im Sommer 1636 sprach Kaiser Ferdinand II. König vom Hochverrat frei. Am 3. September traf das Dokument des Freispruchs in Freiburg ein.

## Politische Karriere
Von 1625 bis 1630 war König Mitglied des Grossen Rats von Freiburg, auch Rat der Zweihundert genannt, der sämtliche Organe des Stadtstaates umfasste. Dann wurde er Mitglied eines eingeschränkten Kreises, des Rats der Sechzig. 1631 wurde er Mitglied des Kleinen Rats. Dieser betraute ihn mit verschiedenen diplomatischen Missionen, die ihn nach 1640 zu Miteidgenossen und an ausländische Fürstenhöfe führten. 1645 erreichte König den Höhepunkt seiner Karriere: Mit der Wahl zum Schultheissen von Freiburg erreichte er das innerste Machtzentrum.

## Darstellungen in der Bildenden Kunst
- Das Rijksmuseum in Amsterdam besitzt ein gedrucktes Bildnis (Höhe 193 mm, Breite 132 mm, Autor nicht bekannt, Datierung zwischen 1610 und 1647), die Franz Peter König mit Schnauz und Spitzbart und weissem Spitzenkragen darstellt. In der Umschrift steht in Majuskeln: FRANTZ PETER KÖNIG GENANNT VON MOHR, FREIHER VON UND ZU BILLENS, HERR ZU HENENS UND VILLARIAT. Im unteren Rahmen steht in Majuskeln: RÖM. KAY. MAY. BE-STELLTER OBRISTER. Ein weiteres Blatt befindet sich im Museum für Kunst und Geschichte Freiburg und zwei Blätter sind in der Österreichischen Nationalbibliothek.[23]
- Das Museum für Kunst und Geschichte Freiburg verfügt über ein Reiterbildnis (Öl auf Leinwand, 272 × 299 cm), das Samuel Hofmann 1631 in Lindau malte, als Franz Peter König als kaiserlicher Oberst während des Dreissigjährigen Krieges ein Militärlager am Bodensee kommandierte. Es zeigt König auf einem sich aufbäumenden Rappen, Zaumzeug mit glänzendem Gold und Edelsteinen, im Harnisch aus schwarzem Stahl, einem weissen Spitzenkragen und eine quer über Schulter und Brust gelegte rote Seidenschärpe.

## Bedeutung
Zu den Besonderheiten von Königs Biographie gehört sein sozialer Aufstieg. Obwohl er entgegen seinen eigenen Behauptungen eher bescheidenen Verhältnissen entstammte, stieg er in Freiburg zu den höchsten Ämtern auf. In Wien war er zwar als Freiherr einer unter vielen und stand auch militärisch weit unter Heeresführern wie Tilly oder Wallenstein, nahm aber doch eine weit höhere Stellung ein als Pikeniere und Musketiere. Dadurch erlebte er die Einfachheit der Ereignisse und sah die Komplexität der Ursachen wie auch deren Folgen und Deutungen. Seine Briefe gewähren einen aufschlussreichen Einblick in seine Zeit. In seinem Leben ist die lokale Geschichte mit der europäischen verwoben. Zusammen mit andern nutzte er die Umwälzungen des Dreissigjährigen Krieges aus, um Freiburg zum grössten Gewinn der regierenden Schicht in einen modernen Kleinstaat zu entwickeln.
Das Kriegshandwerk war einer der wichtigsten Wirtschaftszweige im nachmittelalterlichen Freiburg. Bis zum Ende der französischen Monarchie 1792 war ein Grossteil der männlichen Bevölkerung in «Fremden Diensten» tätig, wie die Reisläuferei damals bezeichnet wurde. Die Institution der «Fremden Dienste» fügte sich nahtlos ins damalige Wirtschaftssystem ein und spiegelte auch die Gesellschaftsschichten wider. Die regierenden aristokratischen Familien, die «Patrizier», besassen und führten Kompagnien und Regimenter ihres Namens. Familienmitglieder waren mit Kommando- und Offiziersposten betraut. Freiburg rekrutierte vor allem für Frankreich.
Sein Reiterbildnis orientierte sich in der Pose an Porträts von Kaiser Karl V. oder Graf Olivares. Es stellt, nachdem er mit dem Titel eines Freiherrn geadelt wurde, den sozialen Anspruch eines arrivierten Patriziers dar. Dieses Gemälde datiert von 1631. Damit gilt es als das früheste Reiterbildnis der Schweizer Malerei. Schon Tizian inszenierte Kaiser Karl V. nach der Schlacht bei Mühlberg 1548 auf diese Weise; später wählte Gaspar de Guzmán, Graf von Olivares und allmächtiger Premierminister Philipps IV. von Spanien, die gleiche Inszenierung, als er sich gegen 1634 von Velásquez malen liess.